# Các chức nghiệp cộng tác viên y tế
Các chức nghiệp cộng tác viên y tế hay là một nhóm hành nghề trong ngành y tế, cung cấp nhiều dịch vụ chẩn đoán, phòng ngừa, điều trị và phục hồi chức năng liên quan đến chăm sóc sức khỏe. Mặc dù không có tiêu chuẩn quốc tế nào để xác định sự đa dạng của các nghề cộng tác chăm sóc sức khỏe, nhưng họ thường được coi là độc lập với các lĩnh vực y tế, điều dưỡng và nha khoa.
Trong công tác chăm sóc bệnh nhân mắc một số bệnh nhất định, người hành nghề cộng tác viên y tế có thể làm việc trong môi trường công hoặc tư, tại bệnh viện hoặc các loại cơ sở khác và thường hợp tác lâm sàng với các nhân viên y tế khác có phạm vi hành nghề tương ứng. Nhóm nghề thường có quy mô nhỏ hơn so với bác sĩ và y tá. Người ta ước tính rằng khoảng 30% tổng số lực lượng lao động y tế trên toàn thế giới là thuộc các nghề cộng tác.
Ở hầu hết các khu vực pháp lý, cộng tác viên y tế các nghề phải tuân thủ các yêu cầu chuyên môn về y tế bao gồm các tiêu chuẩn tối thiểu về giáo dục, quy định và cấp phép. Họ phải làm việc dựa trên các nguyên tắc khoa học và trong một mô hình thực hành dựa trên bằng chứng. Đôi khi họ có thể được coi là thực hiện vai trò của nhân viên y tế cấp trung, khi có trình độ học vấn và đào tạo nâng cao để chẩn đoán và điều trị bệnh nhân, nhưng không có bằng cấp bác sĩ. Những người hành nghề y tế liên quan khác với những người hành nghề y học thay thế, đôi khi còn được gọi là người chữa bệnh tự nhiên, những người làm việc ngoài các quy ước của y học sinh học hiện đại.

## Định nghĩa
Tổ chức các Lãnh đạo Ngành Sức khỏe Quốc tế (ICHPO) đã phát triển một định nghĩa được sử dụng rộng rãi về các nghề nghiệp cộng tác chăm sóc sức khỏe:
Các chức nghiệp cộng tác viên sức khỏe là một nhóm đặc thù những người hành nghề y tế, những người này ứng dụng chuyên môn của họ để phòng tránh truyền nhiễm bệnh, chẩn đoán, chăm sóc, và phục hồi người bệnh ở mọi lứa tuổi và mọi chuyên khoa. Cùng với hàng loạt nhân viên kĩ thuật và hỗ trợ khác, họ có thể cung cấp dịch vụ chăm sóc bệnh nhân trực tiếp, phục hồi chức năng, điều trị, chẩn đoán và các can thiệp cải thiện sức khỏe để phục hồi và duy trì các chức năng xã hội, nhận thức, tâm thần, cảm giác, và sinh lý.

## Các nghề nghiệp
Các ngành nghề cộng tác y tế đại diện cho một nhóm lớn các chuyên viên cung cấp dịch vụ chăm sóc và dịch vụ y tế, thường yêu cầu đào tạo và/hoặc chứng nhận cụ thể, nhưng độc lập với các chức nghiệp y khoa, điều dưỡng và nha khoa. Xã hội có nhu cầu lớn cần các chuyên viên, cộng tác viên y tế, đặc biệt là ở các vùng sâu vùng xa và khu vực thiếu dịch vụ y tế. Người hành nghề cộng tác y tế có đặc thù riêng so với các ngành nghề cung cấp dịch vụ chăm sóc sức khỏe khác dựa trên một số yếu tố. Các yếu tố này có thể bao gồm người hành nghề cộng tác y tế cung cấp dịch vụ theo cách hỗ trợ các phương pháp điều trị do các chuyên gia chăm sóc sức khỏe khác cung cấp (trong cơ sở hành nghề tự chủ độc lập hoặc dưới sự giám sát trực tiếp) hoặc bằng cách cung cấp các dịch vụ cần yêu cầu có nhân viên ý tế nhưng không phải do nhân viên y tế tự trực tiếp thực hiện (ví dụ như trong việc sử dụng công nghệ trong y khoa).
Tùy thuộc vào quốc gia và hệ thống chăm sóc sức khỏe địa phương, các ngành nghề được coi là AHP sẽ khác nhau. Ví dụ, trong một số bối cảnh, bác sĩ nhãn khoa không được coi là AHP, vì nghề này có lịch sử lâu đời hơn về thực hành chăm sóc sức khỏe ban đầu độc lập với y học hiện đại, trong khi ở những bối cảnh khác, bác sĩ nhãn khoa được xác định là thuộc phạm vi của AHP. Tương tự như vậy, tại một số khu vực chăm sóc sức khỏe, các nhà vật lý trị liệu không được coi là AHP, vì họ có xu hướng có nhiều quyền tự chủ hơn trong hoạt động hành nghề tư nhân mà không cần giới thiệu y tế, trong khi tại các khu vực khác, các nhà vật lý trị liệu được xác định và quản lý là AHP.
Một tập hợp con hạn chế của các lĩnh vực chuyên môn sau đây có thể được đại diện và có thể được quản lý:
- Kĩ thuật viên gây mê
- Trợ tá gây mê
- Chuyên viên trị liệu bằng nghệ thuật
- Huấn luyện viên thể hình
- Chuyên viên thính âm học
- Autotransfusionist
- Kĩ thuật viên tim mạch
- Chuyên viên tâm lý học lâm sàng
- Nhân viên xã hội lâm sàng
- Trợ tá bệnh giao tiếp
- Trợ tá nha
- Dental hygienist
- Dental therapist
- Denturist / kĩ thuật viên nha lâm sàng
- Dietitian / chuyên gia dinh dưỡng
- Cán bộ y tế môi trường / thanh tra y tế công cộng
- Exercise physiologist
- Kĩ thuật viên y tế
- Tư vấn viên tiết sữa
- Nhân viên massage
- Trợ tá y khoa
- Thông dịch viên y khoa
- Medical laboratory professional
- Nhà vật lý y sinh
- Nhà khoa học tia xạ trong y khoa
- Chuyên viên tư vấn sức khỏe tâm lý / Nhà tâm lý trị liệu
- Nữ hộ sinh
- Chuyên viên trị liệu âm nhạc
- Nhà điều trị bệnh nghề nghiệp
- nhân viên y tế khoa phòng mổ
- Orthoptist
- Orthotist / Chuyên viên chi giả
- Chuyên viên cấp cứu
- Trợ tá giải phẫu bệnh
- Pedorthist
- Perfusionist
- Kĩ thuật viên dược
- Chuyên viên lấy máu xét nghiệm
- Người hành nghề vật lý trị liệu / nhân viên vật lý trị liệu[2]
- Kĩ thuật viên hình ảnh học/Nhân viên hình ảnh học / Nhân viên chụp nhũ ảnh / angiographer
- Radiotherapist / radiation therapist / medical dosimetrist
- Chuyên viên trị liệu giải trí
- Tư vấn viên phục hồi chức năng
- Kĩ thuật viên lọc thận[11]
- Chuyên viên trị liệu hô hấp
- Chuyên viên siêu âm
- Chuyên viên bệnh học ngôn ngữ nói
- Kĩ thuật viên ngoại khoa